# 国际射击运动联合会
国际射击运动联合会（英語：International Shooting Sport Federation，缩写ISSF）简称国际射联，原称国际射击联盟（法語：Union Internationale de Tir，缩写UIT），是射击运动领域中的国际性管理組織，成立于1907年7月17日，曾因两次世界大战被迫分别解散和停止运作。
国际射联主要负责制定技术规则、颁发裁判执照、协助国际奥委会组织奥运会的射击比赛。此外还作为国际奥委会的代表进行技术监督，组织四年一度的世界射击锦标赛，以及其他非奧運射擊賽事；促进和发展教学计划与方法、出版联合会通讯和奖励对国际射联有突出贡献的个人。国际射联总部设在德国慕尼黑，目前在非洲、美洲、亚洲、欧洲、大洋洲五个大洲联合会中拥有总共154个成员。国际射联现任主席是盧西亞諾·羅西，秘书长是威利·吉爾（Willi Grill）。

## 历史
射击运动的组织最早见于19世纪，当时以地区射击俱乐部的形式出现，后来逐渐发展成国家级别的射击运动联合会，如1824年在瑞士成立的瑞士宪兵协会（法語：Société Suisse des Carabiniers）、1859年由英國维多利亚女王主持开幕的英国步枪协会（英語：British National Rifle Association）、1861年萨克森-科堡-哥达王朝恩斯特二世公爵成立的德国射击联合会（德語：Deutscher Schützenbund）、1871年成立的美国步枪协会（英語：National Rifle Association of America）和1884年成立的法国射击联合会（法語：Federation Francaise des Societies de Tir）。
| 年份   | 比赛项目数 | 参赛人数 | 参赛国家数 | 备注                   |
| ------ | ---------- | -------- | ---------- | ---------------------- |
| 1896年 | 5          | 39       | 7          | 1896年第一届奥运会     |
| 1900年 | 11         | 139      | 13         | 1900年巴黎奥运会       |
| 1912年 | 15         | 284      | 16         | 1912年斯德哥尔摩奥运会 |
| 1920年 | 21         | 233      | 18         | 1920年安特卫普奥运会   |
| 1924年 | 21         | 260      | 27         | 1924年巴黎奥运会       |
| 1932年 | 10         | 41       | 2          | 1932年洛杉矶奥运会     |

在1896年第一届奥运会中，射击便成为现代奥运会比赛项目，当时只有来自7个国家的39位射手参与三个手枪和两个强力步枪项目，而到了1900年巴黎奥运会就有来自13个国家的139位射手参与五个步枪、三个手枪、两个飛靶和一个移动靶项目。1907年7月17日，七个国家（奥地利、比利时、法国、希腊、意大利、荷兰、阿根廷）各自的国家射击联合会的代表齐聚瑞士苏黎世，在一个会议上正式宣布成立国际国家射击联合会和协会联盟（法語：L’Union Internationale des Fédérations et Associations nationals de Tir），这个会议被认为是国际射联的第一次成员大会。法国射击协会联盟的主席皮尔·弗朗索瓦·丹尼尔·梅瑞伦（法語：Pierre François Daniel Mérillon）被推选为第一任国际射联主席，同时梅瑞伦也是一名射击运动员。在接着的七年内，英国、德国、匈牙利、瑞士、美国、塞尔维亚、丹麦、西班牙、葡萄牙、瑞典、秘鲁、墨西哥和芬兰先后加入了国际射联。
1915年，第一次世界大战期间，国际射联主席梅瑞伦向成员提出解散联合会的动议，并以10票支持、6票反对获得通过；之后就委托法国射击协会联盟保管国际射联的纪录和财产。1920年4月16日，梅瑞伦在巴黎举办了一个会议讨论重新组建国际射联，被邀请出席的除了旧有的成员外，还有一些一战后产生的新国家成员。最后14个与会成员同意重新组建国际射联和改用国际射击联盟（法語：L’Union Internationale de Tir, UIT）这个名字，而梅瑞伦就继续担任联合会主席，直至1927年逝世。梅瑞伦逝世后，他的女婿让·卡诺（Jean Carnot）被推选成为第二任联合会主席。
1921年国际奥委会决定1924年巴黎奥运会的射击比赛采用国际射联的规则，为国际射联日后的发展向前迈出了一大步。1926年至1928年间，国际奥委会因世界射击锦标赛奖金奖励办法与其制定的严格业余爱好者的参赛标准发生冲突，决定在1928年阿姆斯特丹奥运会中取消所有射击比赛项目。虽然在1928年的成员大会中关于1932年奥运会恢复射击比赛的决议获得通过，但是1932年奥运会的射击比赛项目大幅缩减到只有50米步枪卧射和25米手枪速射，当时只有10个国家派出代表参加奥运会射击比赛，其余大部分射击运动员都是因为在其他射击比赛中接受奖金奖励而达不到国际奥委会业余爱好者的参赛标准，无法参赛。
1937年开始便有女射击运动员参与世界射击锦标赛。而第二次世界大战导致1940年赫尔辛基奥运会无法举行，国际射联再次处于停顿状态，这次联合会的纪录由瑞典射击联合会秘书长卡尔·奥古斯特·拉尔森从巴黎带到中立国瑞典的斯德哥尔摩保管。自此之后，组织直到二战后的1947年才重新恢复工作，来自瑞典射击联合会的艾瑞克·卡尔森和拉尔森被分别推选成为主席和秘书长。1951年，泛美运动会和亚洲运动会相继创办，且确定每四年举办一次，而射击比赛也是两运动会的比赛项目之一。1954年世界射击锦标赛在委内瑞拉加拉加斯举行，自此之后锦标赛也采用每四年举行一次的办法。
1980年，拥有超过100个成员联合会发起了新的国际射联章程，章程包括将技术章程章节的制定权转移到行政委员会、提升国际射联委员会分支的权力和加强联合会财务问责制。1986年，国际射联应国际奥委会邀请为奥运会新增资格赛体制，体制中包括射击世界杯，而射击世界杯和锦标赛一样认可世界纪录。1987年开始射击世界杯总决赛每年举办一次。1993年国际射联在多个地方设立训练学院，为来自70多个国家的教练提供专门课程。1994年世界射击锦标赛新增15个青年男子和10个青年女子比赛项目。
1998年，国际射联正式改名为“国际射击运动联合会”。

## 组织

### 架构
国际射联设有行政委员会，其主要功能有大会提案的审核、比赛规则的制定，和负责在行政委员会中选出执行委员会成员、为各个委员会选出新成员、选举临时会员或取消原有成员资格。行政委员会由共37个人组成：
- 行政委员会
  - 执行委员会
    - 主席
    - 秘书长
    - 副主席（4个）
    - 技术委员会主席
    - 运动员委员会主席
    - 其他成员（5个）

  - 行政委员会其他成员
    - 裁判委员会主席
    - 步枪委员会主席
    - 手枪委员会主席
    - 猎枪委员会主席
    - 移动靶委员会主席
    - 医疗委员会主席
    - 章程和资格审查委员会主席
    - 非洲射击协会联盟的主席或主席候选人
    - 美洲射击协会联盟的主席或主席候选人
    - 亚洲射击协会联盟的主席或主席候选人
    - 欧洲射击协会联盟的主席或主席候选人
    - 大洋洲射击协会联盟的主席或主席候选人
    - 审计员（2个）
    - 其他成员（10个，每四年选一次）

### 主席
历届国际射联主席：
1. 1907年－1925年：皮尔·弗朗索瓦·丹尼尔·梅瑞伦（Pierre François Daniel Mérillon，1852年－1925年，法国）
2. 1927年－1947年：让·卡诺（Jean Carnot，1881年－1969年，法国）
3. 1947年－1960年：艾瑞克·卡尔森（Erik Carlsson，1889年－1971年，瑞典）
4. 1960年－1976年：库尔特·哈斯勒（Kurt Hasler，1901年－1988年，瑞士）
5. 1976年－1980年：乔治·安德鲁·魏国士（George Andrew Vichos，1915年－，希腊）
6. 1980年－2018年：奥莱加里奥·巴斯克斯·拉纳（Olegario Vázquez Raña，1935年－，墨西哥）
7. 2018年－2022年：弗拉基米爾·利辛（英语：Vladimir Lisin）（1956年－，俄羅斯）
8. 2022年至今：盧西亞諾·羅西（義大利語：Luciano Rossi (politico)）（1953年－，義大利）

## 延伸阅读
1. （英文）ISSF. Official Statutes, Rules and Regulations (English Rulebook)（页面存档备份，存于）[M/OL]. Edition 2009 (Second Printing), 2010.

## 外部連結
- 官方网站